# Obaidullah Achund
Mullah Obaidullah Achund (* unbekannt; † 5. März 2010 in Karatschi) war ein afghanischer führender Talib.
Achund, der während der ersten Herrschaft der Taliban Verteidigungsminister war, gilt als einer der beiden engsten Vertrauten des Taliban-Chefs Mullah Omar und war Mitglied im so genannten Quetta Council der Taliban. Laut dem 2005 verhafteten Talibansprecher Abdul Latif Hakimi war Achund eine von nur zwei Personen, die direkten Zugang zu Mullah Omar hatten. Er habe Anschläge, wie zum Beispiel den auf ausländische Hilfsdienste im März 2005, persönlich befohlen.
Nach 2001 galt er als die Schlüsselfigur der Taliban im aufflammenden Guerillakrieg.
Ende Februar 2007 wurde er kurz nach Beschwerden der USA durch pakistanische Geheimdienstler in der Provinzhauptstadt Quetta verhaftet. Daneben nahm man noch mehrere andere Taliban fest. Unter ihnen sind laut Veröffentlichungen der Zeitung Dawn auch die beiden wichtigen Anführer Amir Khan Haqqani, Kommandeur der afghanischen Provinz Zabul, und Abdul Bari, Ex-Gouverneur von Helmand. 2007 hat er mit Selbstmordattentaten gegen die Bundeswehr in Afghanistan gedroht.
Obaidullah wurde im November 2007 von den Taliban gegen 200 gefangene pakistanische Soldaten ausgetauscht. Im Februar 2008 wurde er erneut festgenommen und starb am 5. März 2010 in einem Gefängnis in Karatschi.